# Casa Daniel LeRoy
La Casa Daniel LeRoy  es una casa histórica ubicada en Nueva York, Nueva York. La Casa Daniel LeRoy se encuentra inscrita como un Hito Histórico Neoyorquino en la Comisión para la Preservación de Monumentos Históricos de Nueva York al igual que en el Registro Nacional de Lugares Históricos desde el 29 de octubre de 1982.  

## Ubicación
La Casa Daniel LeRoy se encuentra dentro del condado de Nueva York en las coordenadas 40°43′43″N 73°59′20″O / 40.728611, -73.988889.